# ResearchGate
ResearchGate je komercialno družbeno omrežje, namenjeno raziskovalcem. Med drugim služi kot strežnik raziskovalnih objav in drugih raziskovalnih virov. Sedež lastnikovega podjetja je v Berlinu. Začetki obratovanja segajo v leto 2008. Leta 2016 so presegli 10 milijonov članov. 

## Funkcije omrežja ResearchGate
- Objavljanje strokovnih in znanstveni člankov ter drugih gradiv. Leta 2012 je število objavljenih člankov preseglo 10 milijonov.
- Sporazumevanje raziskovalcev s sorodnimi interesi.
- Objava prostih delovnih mest za raziskovalce širom sveta.
- Vrednotenje raziskovalnih dosežkov posameznih avtorjev.